# Lübow
Lübow est une municipalité allemande du land de Mecklembourg-Poméranie-Occidentale et l'arrondissement du Mecklembourg-du-Nord-Ouest.